# تاراک‌چی‌لار (یوسف‌علی)
تاراک‌چی‌لار (به ترکی استانبولی: Tarakçılar) یک منطقهٔ مسکونی در ترکیه است که در یوسف‌علی واقع شده‌است. تاراک‌چی‌لار ۴۳ نفر جمعیت دارد.